# Хахаузен
Хахаузен (њем. Hahausen) општина је у њемачкој савезној држави Доња Саксонија. Једно је од 15 општинских средишта округа Гослар. Према процјени из 2010. у општини је живјело 895 становника. Посједује регионалну шифру (AGS) 3153006.

## Географски и демографски подаци
Хахаузен се налази у савезној држави Доња Саксонија у округу Гослар. Општина се налази на надморској висини од 210 метара. Површина општине износи 9,7 km². У самом мјесту је, према процјени из 2010. године, живјело 895 становника. Просјечна густина становништва износи 92 становника/km².